# زدراوکو لازاروف
زدراوکو لازاروف (بلغاری: Здравко Лазаров؛ زادهٔ ۲۰ فوریهٔ ۱۹۷۶) بازیکن فوتبال اهل بلغارستان است.
از باشگاه‌هایی که در آن بازی کرده‌است می‌توان به باشگاه فوتبال زسکا صوفیه، باشگاه فوتبال غازی عینتاب‌اسپور، باشگاه فوتبال لفسکی صوفیه، و باشگاه فوتبال شینیک یاروسلاول اشاره کرد.
وی همچنین در تیم ملی فوتبال بلغارستان بازی کرده‌است.